# کنیپرز هلبیگ
کنیپرز هلبیگ (انگلیسی: Knippers Helbig) شرکت مهندسی آلمانی است، که در سال ۲۰۰۱ تأسیس شد.